# Лесной (Смоленская область)
Лесной — посёлок в Демидовском районе Смоленской области России. Входит в состав Борковского сельского поселения. Население — 140 жителей (2007 год). 
Расположена в северо-западной части области в 45 км к северо-востоку от Демидова, в 38 км северо-восточнее автодороги Р133 Смоленск — Невель, на берегу реки Ельша. В 92 км южнее посёлка расположена железнодорожная станция Смоленск на линии Москва — Минск. 

## История
В годы Великой Отечественной войны посёлок была оккупирована гитлеровскими войсками в июле 1941 года, освобождена в сентябре 1943 года.
На 2012 год население составляет 38 человек.